# Măgureni, Brăila
Măgureni (în trecut, Strâmba) este un sat în comuna Mărașu din județul Brăila, Muntenia, România.